# Warszawa Młynów
Warszawa Młynów, do 2018 Warszawa Koło – przystanek osobowy PKP Polskich Linii Kolejowych, położony na terenie warszawskiej Woli przy ulicy Sokołowskiej i znajdujący się na trasie kolei obwodowej.
W roku 2022 dzienna wymiana pasażerska na przystanku wyniosła 300-499 osób.
Do przystanku można dojechać metrem oraz autobusami miejskimi.

## Historia

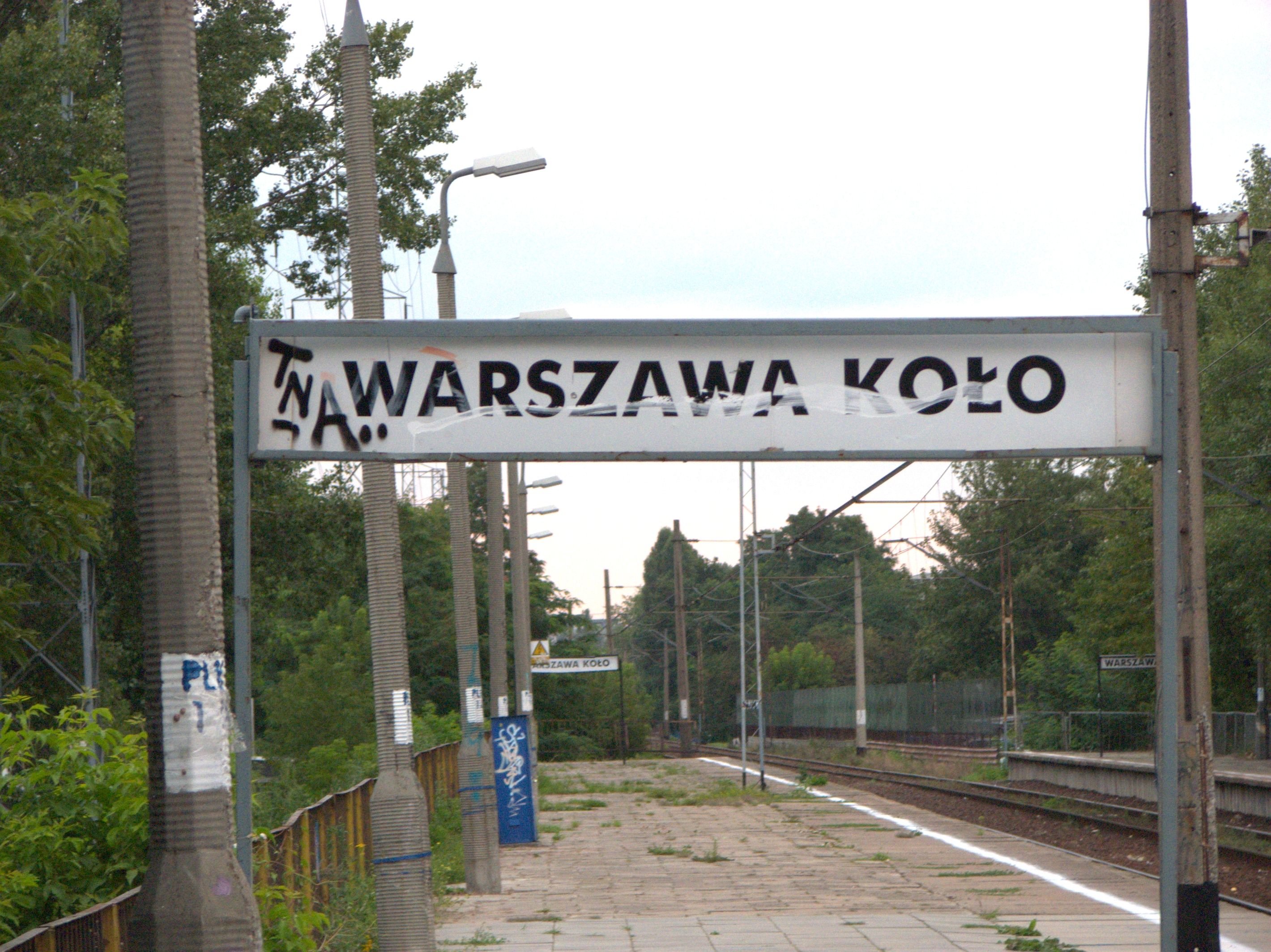
Przystanek przed remontem i zmianą nazwy

Przystanek Warszawa Koło został oddany do użytku w 1988 roku, dwa lata po elektryfikacji odcinka kolei obwodowej pomiędzy stacjami Warszawa Gdańska i Warszawa Zachodnia. Od 3 września 2012 przystanek był obsługiwany przez linię S9 SKM Warszawa. Z przystanku przed rozpoczęciem przebudowy, można było dojechać elektrycznymi pociągami podmiejskimi do Legionowa.
W roku 2017 przystanek obsługiwał 150–199 pasażerów na dobę.
12 marca 2017 przystanek został zamknięty w celu przeprowadzenia przebudowy obejmującej stworzenie węzła przesiadkowego łączącego przystanek kolejowy ze stacją metra Młynów linii M2. Po przebudowie nazwę przystanku zmieniono na Warszawa Młynów w celu ujednolicenia jej z nazwą przyległej stacji metra. Dotychczasowa nazwa Warszawa Koło została przejęta przez nowy przystanek, wybudowany w okolicy przecięcia linii obwodowej z ul. Obozową.
13 sierpnia 2018 poinformowano o zakończeniu prób dynamicznych wiaduktów na linii obwodowej. Zainstalowano nową sieć trakcyjną, a tory zostały wyregulowane.
Przystanek został oddany do użytku 21 października 2018 roku, wraz z zakończeniem remontu.

## Inne informacje
Przy wejściu na wiadukt i przystanek po stronie południowej ulicy Górczewskiej zachował się niemiecki schron Ringstand 58c, nazywany zwyczajowo Tobrukiem, zbudowany przez Niemców w 1944.